# Балморей (город)
Балморей, Бальморея, ранее — Балмори — город в округе Ривс, штат Техас, США. Население составляло 479 человек по переписи населения США 2010 года.

## История
Балморей был основан в 1906 году. Название города было составлено из фамилий его основателей (Балком, Морроу и Рей).

## География
По данным Бюро переписи населения США, общая площадь города составляет 0,4 кв. мили (1,0 км²). За пределами города озеро Балморей обеспечивает поливную воду для местных общин.

## Демография
С переписи 2000 года в городе проживало 527 человек, 179 хозяйств и 139 семей. Плотность населения была 1 359,6 человек на квадратную милю (521,7  км²). В городе 242 единицы жилья. Расовый состав города: 58,82 % белых, 29,41 % других рас и 11,76 % от двух или более рас. Латиноамериканцы составляли 87,10 % населения.
В городе проживало 179 семей, из которых в 45,8 % были дети в возрасте до 18 лет, проживающих с ними, 59,8 % были женатыми парами, в 14,5 % семей женщины проживали без мужей, а 22,3 % не имели семьи. Средний размер домохозяйства составил 2,94, а средний размер семьи — 3,50.
Население города по возрасту: 36,4 % в возрасте до 18 лет, 8,2 % в возрасте от 18 до 24 лет, 25,6 % в возрасте от 25 до 44 лет, 18,2 % в возрасте от 45 до 64 лет и 11,6 % в возрасте 65 лет или старше. Средний возраст составлял 29 лет. На каждые 100 женщин приходилось 97,4 мужчин. На каждые 100 женщин возрастом 18 лет и старше насчитывалось 86,1 мужчин.
Средний доход на семью в городе составлял 16 071 долл., А средний доход на семью — 20 179 долл. Средний доход мужчин составлял 19 271 долл. Против 13 958 долл. Для женщин. Доход на душу населения в городе составлял 7 742 долл. Около 32,4 % семей и 36,3 % населения были ниже черты бедности, в том числе 42,0 % из них моложе 18 лет и 21,3 % тех, кто в возрасте 65 лет и старше.

## Образование
Город Балморей обслуживается независимым школьным округом Балморей.

## Климат
В соответствии с системой классификации климатов Кёппен, Балморей принадлежит к семиаридному климату, сокращенно обозначенный как «СК» на климатических картах.